# Euryaulax transpecta
Euryaulax transpecta är en insektsart som beskrevs av Victor Lallemand och Synave 1955. Euryaulax transpecta ingår i släktet Euryaulax och familjen spottstritar. Inga underarter finns listade i Catalogue of Life.